# 久伊豆神社 (さいたま市)
久伊豆神社（ひさいずじんじゃ）は、さいたま市岩槻区宮町二丁目にある神社である。岩槻の総鎮守とされている。旧社格は県社。境内は岩槻城址の一部である。なお、「久伊豆神社」は当社のほかに岩槻区内に8社鎮座している。

## 歴史
創建は古く、一説には約1,400年前欽明天皇の時代に土師氏が出雲から久伊豆明神（大己貴命）の分霊を勧進し岩槻に社殿を建立したのにはじまるとされている。1457年（長禄元年）、太田道灌が岩槻城を築城した際、当社を岩槻城の鎮守とした。
久伊豆神社は、埼玉県の元荒川流域を中心に分布する神社である。祭神は大己貴命（大国主）である。久伊豆神社の分布範囲は、平安時代末期の武士団である武蔵七党の野与党・私市党の勢力範囲とほぼ一致している。加須市の玉敷神社（たましきじんじゃ）は、かつて「久伊豆明神」と称しており、久伊豆神社の総本社とされている。
1873年に村社、1923年に郷社に列格した。神社では県社への列格を希望していたが、県社に昇格したのは1945年10月19日であった。1875年に不審火により全ての建物が焼失し、1915年までに再建された。

## クイズ神社
「久伊豆」が「くいず」とも読めることから「クイズ神社」とも呼ばれ、岩槻久伊豆神社が日本テレビのクイズ番組「史上最大!第11回アメリカ横断ウルトラクイズ」（1987年）の国内第二次予選会場として選ばれた。